# Сполучна партія
Сполу́чна партія (рос. связующая партия, англ. Transition) — розділ сонатної експозиції або репризи, що поєднує головну партію з побічною, йдучи за викладом основного тематичного матеріалу і готуючи появу побічної. 

## Гармонія
Гармонічно сполучна партія звичайно складається з трьох етапів - перебування в головній тональності, власне перехід і коротке перебування в новій тональності. Ці етапи можуть бути виражені повніше або коротше: основна тональність може бути представлена цілою пропозицією або одним акордом, перехід може відбуватися швидко або проходити через декілька тональностей, перебування в новій тональності може являти собою великий предикт або один домінантовий акорд.

## Тематизм
Сполучна партія рідко має власну тему. У більшості випадків вона побудована на мотивах головної партії, до яких поступово додаються нові мотиви. У такий спосіб відбувається тематичний перехід до побічної партії.
Однак у деяких випадках у сполучній партії з'являється нова тема, в образному плані контрастна головній партії і близька побічній (при цьому зберігається гармонійна нестійкість). Таку тему називають проміжною темою, тому що її модуляційний рух (обов'язкове для сполучної партії) завжди приводить до дійсній побічного.

## Інші значення
Також сполучною партією іноді називають перехід від одного розділу до іншого у музичних формах різної побудови (наприклад, в рондо).